# Yakovlev Yak-54
O Yakovlev Yak-54 é um avião monomotor a pistão acrobático com dois assentos em tandem desenvolvido pela Yakovlev, tendo feito seu primeiro voo em 23 de dezembro de 1993. A aeronave foi desenvolvida a partir do avião acrobático monoposto Yak-55M.
O Yak-54 possui um trem de pouso convencional fixo, sendo motorizado por um motor radial de nove cilindros Vedeneyev M-14X com 360hp de potência.

## Especificações
- Tripulação: 1 ou 2
- Comprimento: 6,91 m
- Envergadura: 8,16 m
- Altura: 1,65 m
- Motor: 1x Vedeneyev M-14X radial nove cilindros
- Potência: 360hp
- Velocidade máxima: 224 kt (415 km/h)
- Velocidade de estol: 57 kt (105 km/h)
- Máxima razão de subida: 2900 ft/min (15 m/s)
- Limite de carga: +9/-7g
- Distância mínima de decolagem: 557 ft (170 m)
- Distância mínima de pouso: 1312 ft (400 m)

|  |